# هاداکا ماتسوری

هاداکا ماتسوری (به ژاپنی: 法被, 半被 Hadaka Matsuri) به معنی جشنواره برهنه، نوعی جشنواره ژاپنی یا ماتسوری است که مردان شرکت کننده در آن حداقل مقدار لباس را می‌پوشند. شرکت کنندگان معمولاً فقط یک پارچه نخی ژاپنی (به نام فوندوشی)، گاهی اوقات با هاپی (لباس) کوتاه و به ندرت کاملاً برهنه هستند.
جشنواره‌های برهنه هر ساله در ده‌ها مکان در سرتاسر ژاپن برگزار می‌شود، معمولاً در تابستان یا زمستان. مشهورترین جشنواره هاداکا ماتسوری سایدای-جی ایو است که در اوکایاما برگزار می‌شود، جایی که جشنواره بیش از ۵۰۰ سال پیش آغاز شده‌است. هر ساله، بیش از ۹۰۰۰ مرد به امید کسب شانس برای کل سال، در این جشنواره شرکت می‌کنند.